# 勝馬
『勝馬』（かちうま）は、東京都を拠点とする、関東を中心とした中央競馬・南関競馬の予想専門紙。

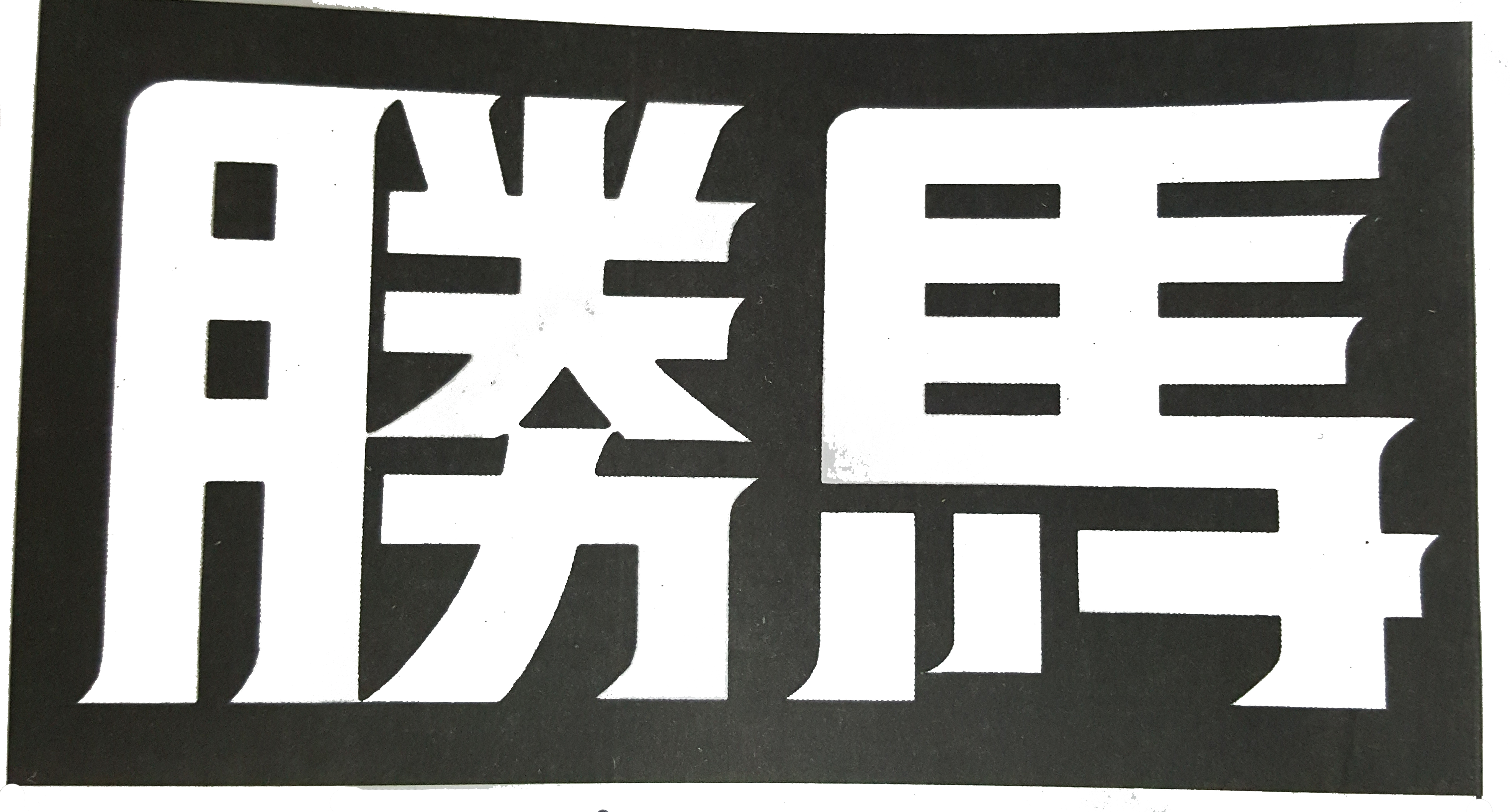
誌面ロゴ

## 概要
創刊以来の発行元だった「立馬株式会社」が2020年（令和2年）8月で活動を終了し、競馬専門マスコミ最大手のケイバブックが事業を引き継いだ。
中央競馬版については、毎週中央競馬開催日（原則として土・日曜日）の前日夕刻より東日本を中心に主要駅売店・コンビニエンスストア、競馬場・場外勝馬投票券発売所（ウインズ）の新聞売店にて販売されている。また南関東地方競馬版も発行している。

中央版の関西以西の情報については、競馬ダービーと提携していたが、2010年以降2度の紙面統合を経てケイバブックグループ（競馬ブック、研究ニュース）と提携、2020年に正式にケイバブックグループ入りしたことで他の2紙と共有となった。このためネット新聞の販売はケイバブックの自社システムに加えて、関東の他紙が使っている『e-SHINBUN』でも行っている。
福島支社における印刷業務の休止に伴い、福島県・宮城県・山形県・岩手県の4県では、2018年（平成30年）6月30日のラジオNIKKEI賞並びにCBC賞当該週から、福島競馬場とウインズ新白河を除く販売店における販売を休止した。

## 歴史
1961年（昭和36年）、ホースニュース・馬に在籍していた大川慶次郎が専門紙記者として初のパーフェクト予想を達成した。

これにより競馬新聞の売り上げは各紙軒並み上昇し、新たな参入機会を探る筋も現れるようになった。こうして翌1962年（昭和37年）、東京で創刊したのが本紙である。創刊には、後にダービーニュースの社長となる荒木由太郎が関与しており、ホースニュース馬から大川をヘッドハンティングし、看板評論家に据えた。しかし立馬社の社内事情は当初極めて悪く、翌1963年（昭和38年）、荒木と大川が記者の大半を引き連れてダービーニュースに移籍してしまい、早くも経営危機に陥る。
この時まだ27歳だった二宮徳明ら、立馬社に残ったスタッフによって何とか発行を継続したが、3年後の1966年（昭和41年）に再び立馬社内は分裂状態に陥り、竹國弘らのグループが1馬を創刊して独立するに至る。
1969年（昭和44年）、東京で繊維問屋を経営する一方商品先物の相場師としても知られていた山崎憲一が資本参加し会長に就任する。これにより立馬社はようやく経営の安定を得た。山崎は他紙と比べて遅れていた放送系メディアへの解説者派遣にも乗り出し、ラジオ関東（現・ラジオ日本）『土曜競馬実況中継』スタートと同時に提供参加、二宮を送り込んだ。この動きを見た島崎龍五郎は、ダービーニュース副社長を辞して立馬社に復帰、社長として山崎を支えた。また、この時期には週刊誌『週刊勝馬』も発行していた。
1973年（昭和48年）競馬専門紙史上初の女性記者として鈴木みち子が入社するも、2年後の1975年（昭和50年）日刊ゲンダイの創刊に参加し移籍してしまう。
2006年（平成18年）、二宮が70歳を迎えたのをきっかけにラジオ解説を引退することになり、37年間続いたラジオ日本競馬実況中継の提供を降板するとともに解説者派遣を取りやめた。
2015年（平成27年）、島崎と二宮、山崎憲一が相次いで死去。山崎の長男の山崎哲二郎が社長を継ぎ、看板評論家には片野昌一と野口誠が就いた。
2020年（令和2年）、哲二郎も経営の第一線から退くことになった。この時、南関東版トラックマンの青木良樹がTwitterに「南関東版はケイシュウNEWSに譲渡、中央版は休刊」という誤った内部者情報を流し、会社側に全面否定された。その後哲二郎は立馬社の権利義務一切をケイバブックに譲渡した。南関東版は8月30日付、中央版は9月5日付から、ケイバブックが「株式会社勝馬」の通称で発行することになり、本社も東京都江東区毛利のケイバブック東京支社内に移転した。

## 主な所属人物

### 中央版
- 片野昌一 - 看板評論家。ラジオ日本『競馬実況中継』（土曜2部）、NST新潟総合テレビ『NSTみんなのKEIBA』、ラジオNIKKEI『週刊競馬大道場!!』などを歴任。
- 野口誠  - 看板評論家。ラジオ日本（土曜2部→日曜1部）パドック解説、グリーンチャンネル『中央競馬全レース中継』（主に東京開催パドック解説）を担当。
- 高橋剛 - 厩舎取材　南馬場担当。グリーンチャンネル『VANで勝ち馬さがしてみませんか』・『トラックマンTV』に出演。
- 田村学 - 美浦南馬場時計班担当。2022年2月からBS11『うまナビ!イレブン』（中山・東京開催時第1または第3週）に出演。
- 小松崇 - 調教担当　南馬場
- 小林淳一  - 1987年（昭和62年）入社。同姓同名の元騎手とは別人。
- 大竹高輔 - 美浦南馬場厩舎取材担当。
- 望月太一郎 - 坂路　南馬場　時計班
- 小松崎栄一  - 調教担当　北馬場
- 桧山直樹 - 厩舎取材　南馬場
- 金子裕次郎 - 美浦南馬場厩舎取材担当。2012年（平成24年）ミホ分場厩務員から転職。テレビ北海道『サマー競馬NEXT』函館開催時解説を担当（競馬ブックの赤塚俊彦と分担）[2]。
- 住川陸 - 美浦南馬場時計班担当。2015年（平成27年）入社。2021年2月27日、本紙トラックマンとして大川慶次郎以来58年ぶりにラジオNIKKEI『中央競馬実況中継』（第1放送・土日とも午後パドック解説：競馬ブック東京支社および研究ニュース関東のTM陣と分担）に着任。

### 南関東公営版
- 吉田寛之 … 看板評論家
- 沢田哲也 … 浦和担当TM
- 長尾基弘 … 船橋担当TM
- 中石雄三 … 川崎担当TM
- 葛谷詠一郎 … 大井担当TM
- 豊岡加奈子 - 総務官僚から転職。TOKYO MX『東京シティ競馬中継』、スカパー・南関東地方競馬チャンネル『東京シティ競馬実況中継』などを歴任。

### 過去
- 荒木由太郎 - 実質創業者。創刊翌年の1963年、大川を引き連れてダービーニュースへ移籍し第2代社長。
- 大川慶次郎 - 中央版看板評論家。創刊直後の1年間だけ在籍し、ダービーニュースへ移籍。
- 菅原章友 - 美浦南馬場調教担当。2023年退職と同時にうまスクエアへ移籍しラジオ日本（日曜2部後半）パドック解説に着任。
- 竹國弘 - 創刊と同時に入社。1966年（昭和41年）1馬を創刊し独立。
- 田島寛英 - 中央版トラックマン。ラジオ日本（土曜2部）実況席解説『返し馬診断』で知られる。
- 二宮徳明 - 中央版看板評論家。創刊と同時に入社、ラジオ日本（土曜2部）メイン解説を歴任。2015年（平成27年）死去。
- 高島弘行 - ホースニュース馬（中央・関東版）より移籍。
- 古川幸弘 - 中央版トラックマン。ラジオ日本（土曜2部）パドック解説を長く務め、本紙の提供降板と同時に定年退社となるも競馬LABに移籍。2017年（平成29年）6月までレギュラー出演を継続、また2022年1月から2023年4月まで中山開催時に出演した。
- 山崎憲一 - 1969年（昭和44年）立馬社に資本参加し代表取締役会長に就任。ジュリアナ東京の影のオーナー、仕手筋の大物としても活躍[3]。2015年（平成27年）死去。
- 吉永みち子 - 中央版トラックマン。1973年（昭和48年）入社。1975年（昭和50年）日刊ゲンダイ創刊に参加し移籍。1977年（昭和52年）NCK騎手の吉永正人と結婚。1980年代以降はノンフィクション作家として活動する。

## 管轄地域
勝馬はケイバブックグループに属する当日予想紙3紙のうち、唯一東日本地区のみを対象とする。ケイバブック本体には滋賀県栗東市の本社の他に、北海道、東京、名古屋、大阪、岡山、小倉の6支社があるが、勝馬の編集スタッフは全員東京支社に在籍する。中京圏以西では電子版のみ購入が可能である。
また、勝馬はケイバブックグループ内で唯一自社での印刷を行っていない。旧立馬社は元来、競合紙日刊競馬の関連会社三平印刷所に印刷を外注していた。この体制がケイバブックグループ入り後も当分の間変更されないことになったためである。

## 放送系メディアとの関係
勝馬はラジオ関東（現・ラジオ日本）が『競馬実況中継』の放送を土曜日に拡大した1969年（昭和44年）11月に出稿を始めて以来、同局との関係を維持してきたが、2006年（平成18年）12月23日放送限りで提供降板、解説者の派遣を中止した。これは二宮が70歳になり、評論家活動引退を決断した時期と重なる。また東北放送（TBCラジオ）にも提供枠（『サタデー競馬実況中継』）を持ちラジオ日本の実況を同時ネットさせていたが、こちらも同日限りで打ち切られ、翌2007年1月からラジオNIKKEI『中央競馬実況中継』の同時ネットに切り替わった。
『競馬実況中継』で勝馬が担当していた土曜2部の枠は、元1馬の清水成駿を中心に競馬LAB枠として再構築され、現在は水上学がメイン解説を務めている。
独立経営末期の2019年時点では、中央版からグリーンチャンネル（『中央競馬全レース中継』）とテレビ北海道（『サマー競馬NEXT』）に、また南関東公営版からは南関東地方競馬チャンネルに解説者が派遣されていた。
ケイバブックグループ加入に伴いラジオ日本との関係が復活し、2020年（令和2年）9月13日放送よりラジオ日本への解説者派遣が再開。野口がレギュラーに指名された。また2021年（令和3年）2月からグループの他の専門紙『競馬ブック』『研究ニュース』に混じって創刊直後の大川在籍時以来となるラジオNIKKEIへのパドック解説者派遣がスタートし、住川が最初の出演者となった。同年6月以降のテレビ北海道への解説者派遣も継続される。